# Rita Jarvis Drobný
Rita Jarvis Anderson Drobný (z domu Jarvis, po pierwszym mężu Rita Anderson, a po drugim Rita Drobný; ur. 19 marca 1916, zm. 1982) – brytyjska tenisistka, która w latach 1940–1953 reprezentowała Stany Zjednoczone (w związku z małżeństwem z Amerykaninem Owenem Andersonem). Żona czechosłowackiego tenisisty Jaroslava Drobnego.

## Kariera tenisowa
Rita Jarvis Drobný trenowana była przez byłą brytyjską tenisistkę Joan Austin-Lycett.
W 1936 roku zadebiutowała w rozgrywkach wielkoszlemowych – wystąpiła podczas Wimbledonu w grze pojedynczej i podwójnej. W czerwcu tego samego roku w Keswick wystąpiła po raz pierwszy w finale obu konkurencji podczas jednego turnieju (w singlu był to jej pierwszy występ na tym etapie) – indywidualnie przegrała, ale w deblu zwyciężyła.
Wiosna 1939 roku była bardzo udana w wykonaniu Rity Jarvis, gdyż w marcu i kwietniu wystąpiła w czterech finałach deblowych podczas turniejów rozgrywanych w Europie, między innymi w Atenach (porażka z parą Alcie Kovac–Klára Somogyi 4:6, 4:6). Tam też wspólnie z przyszłym mężem Owenem Andersonem doszli do półfinału gry mieszanej. W singlu odpadła na tym samym etapie. W ostatnim turnieju wielkoszlemowym przed wybuchem II wojny światowej podczas Wimbledonu doszła indywidualnie do trzeciej rundy, w deblu u boku Niny Brown osiągnęła ćwierćfinał, natomiast w grze mieszanej z Andersonem odpadła w pierwszej rundzie z polską parą Jadwiga Jędrzejowska–Adam Baworowski 5:7, 6:4, 7:9. W sierpniu 1939 wygrała debla i miksta (pierwsze i jedyne zwycięstwo w parze z Andersonem) w Buxton.
W 1940 roku jeszcze jako Rita Jarvis jedyny raz wystąpiła w U.S. National Championships (obecnie US Open). Doszła tam do trzeciej rundy, w której uległa późniejszej mistrzyni Alice Marble 3:6, 0:6. Podczas II wojny światowej rzadko występowała w turniejach tenisowych. W 1943 roku jedyny raz zgłosiła się do rozgrywek gry mieszanej na U.S. National Championships, ale w parze z mężem nie wygrała żadnego meczu.
Wróciła do regularnych startów w drugiej połowie lat czterdziestych. Mecz drugiej rundy podczas Wimbledonu w 1948 roku pomiędzy Ritą Anderson a Alice Weiwers przeszedł do historii jako spotkanie z największą liczbą rozegranych gemów w żeńskim turnieju – panie rozegrały aż 54 gemy (8:10, 14:12, 6:4), a ze zwycięstwa cieszyła się reprezentantka Luksemburga. Wyczyn ten został pobity dopiero po czterdziestu siedmiu latach: w 1995 roku Chanda Rubin pokonała Patricię Hy-Boulais wynikiem 7:6(4), 6:7(5), 17:15.
W wieku 35 lat (lipiec 1951) osiągnęła najlepszy wynik singlowy w turniejach wielkoszlemowych. Podczas Wimbledonu w 1951 roku doszła do czwartej rundy, eliminując trzy reprezentantki gospodarzy (sama reprezentowała wówczas Stany Zjednoczone). Została zatrzymana dopiero przez ósmą zawodniczkę turnieju, Jean Walker-Smith, z którą przegrała 4:6, 1:6.
Od początku lat pięćdziesiątych występowała regularnie w rozgrywkach mikstowych z czechosłowackim tenisistą Jaroslavem Drobným. Para odniosła sporo sukcesów, między innymi najlepszy rezultat w turnieju wielkoszlemowym brytyjskiej tenisistki – ćwierćfinał Wimbledonu w 1956 roku, który oddali walkowerem rozstawionym z numerem pierwszym Shirley Fry i Vicowi Seixasowi.
Była przykładem długowieczności w tenisie, gdyż w wieku ponad 36 lat wygrała ostatni turniej deblowy (kwiecień 1952, Palermo w parze z Joan Curry), a dwa tygodnie po swoich czterdziestych drugich urodzinach triumfowała w mikście (kwiecień 1958, Menton z Drobným). Ostatnia wzmianka o występie Rity Drobný pochodzi z marca 1960 roku z turnieju w Cannes, gdzie jednak odpadła przed ćwierćfinałem.

## Życie prywatne
Była córką Stanleya Williamsa Jarvisa oraz Amy Jarvis. W 1940 roku wyszła za mąż za amerykańskiego tenisistę Owena Andersona. Para otrzymała rozwód 17 marca 1953 roku. Już dwa miesiące później (19 maja) Rita wyszła ponownie za mąż za znanego czechosłowackiego tenisistę Jaroslava Drobnego.

## Historia występów wielkoszlemowych
Legenda
     W, wygrany turniej
     F, przegrana w finale
     SF, przegrana w półfinale
     QF, przegrana w ćwierćfinale
     xR, przegrana w x rundzie
      A, brak startu
     NH, turniej się nie odbył

### Występy w grze pojedynczej
| Australian Open        | A                           | A                           | A                           | A                           | A                           | A                           | A                           | A                           | II wojna światowa           | II wojna światowa           | II wojna światowa           | II wojna światowa           | II wojna światowa           | A                           | A                           | A                           | A                           | A                           | A                           | A                           | A                           | A                           | A                           | A                           | A                           | A                           | A                           | A                           | 0 / 0  | 0 – 0   |  |  |  |  |  |
| French Open            | A                           | A                           | A                           | A                           | A                           | 2R                          | 1R                          | II wojna światowa           | II wojna światowa           | II wojna światowa           | II wojna światowa           | II wojna światowa           | II wojna światowa           | A                           | A                           | A                           | A                           | 3R                          | A                           | A                           | A                           | A                           | A                           | A                           | A                           | A                           | A                           | A                           | 0 / 3  | 2 – 3   |  |  |  |  |  |
| Wimbledon              | Q1                          | Q1                          | A                           | 2R                          | 2R                          | 1R                          | 3R                          | II wojna światowa           | II wojna światowa           | II wojna światowa           | II wojna światowa           | II wojna światowa           | II wojna światowa           | A                           | A                           | 2R                          | 2R                          | 3R                          | 4R                          | 2R                          | 1R                          | A                           | A                           | A                           | A                           | A                           | A                           | A                           | 0 / 10 | 9 – 10  |  |  |  |  |  |
| US Open                | A                           | A                           | A                           | A                           | A                           | A                           | A                           | 3R                          | A                           | A                           | A                           | A                           | A                           | A                           | A                           | A                           | A                           | A                           | A                           | A                           | A                           | A                           | A                           | A                           | A                           | A                           | A                           | A                           | 0 / 1  | 2 – 1   |  |  |  |  |  |
|                        |                             |                             |                             |                             |                             |                             |                             |                             |                             |                             |                             |                             |                             |                             |                             |                             |                             |                             |                             |                             |                             |                             |                             |                             |                             |                             |                             |                             |        |         |  |  |  |  |  |
| Ranking na koniec roku | Ranking nie był publikowany | Ranking nie był publikowany | Ranking nie był publikowany | Ranking nie był publikowany | Ranking nie był publikowany | Ranking nie był publikowany | Ranking nie był publikowany | Ranking nie był publikowany | Ranking nie był publikowany | Ranking nie był publikowany | Ranking nie był publikowany | Ranking nie był publikowany | Ranking nie był publikowany | Ranking nie był publikowany | Ranking nie był publikowany | Ranking nie był publikowany | Ranking nie był publikowany | Ranking nie był publikowany | Ranking nie był publikowany | Ranking nie był publikowany | Ranking nie był publikowany | Ranking nie był publikowany | Ranking nie był publikowany | Ranking nie był publikowany | Ranking nie był publikowany | Ranking nie był publikowany | Ranking nie był publikowany | Ranking nie był publikowany | 0 / 14 | 13 – 14 |  |  |  |  |  |

### Występy w grze podwójnej
| Australian Open        | A                           | A                           | A                           | A                           | A                           | A                           | A                           | A                           | II wojna światowa           | II wojna światowa           | II wojna światowa           | II wojna światowa           | II wojna światowa           | A                           | A                           | A                           | A                           | A                           | A                           | A                           | A                           | A                           | A                           | A                           | A                           | A                           | A                           | A                           | 0 / 0  | 0 – 0   |  |  |  |  |  |  |  |
| French Open            | A                           | A                           | A                           | A                           | A                           | 2R                          | QF                          | II wojna światowa           | II wojna światowa           | II wojna światowa           | II wojna światowa           | II wojna światowa           | II wojna światowa           | A                           | A                           | A                           | A                           | QF                          | 2R                          | A                           | 1R                          | A                           | A                           | A                           | A                           | A                           | A                           | A                           | 0 / 5  | 3 – 4   |  |  |  |  |  |  |  |
| Wimbledon              | Q1                          | Q2                          | A                           | 1R                          | 3R                          | 2R                          | QF                          | II wojna światowa           | II wojna światowa           | II wojna światowa           | II wojna światowa           | II wojna światowa           | II wojna światowa           | A                           | A                           | 2R                          | 1R                          | QF                          | 3R                          | 2R                          | 1R                          | A                           | 1R                          | 1R                          | A                           | A                           | A                           | A                           | 0 / 12 | 8 – 10  |  |  |  |  |  |  |  |
| US Open                | A                           | A                           | A                           | A                           | A                           | A                           | A                           | A                           | A                           | A                           | A                           | A                           | A                           | A                           | A                           | A                           | A                           | A                           | A                           | A                           | A                           | A                           | A                           | A                           | A                           | A                           | A                           | A                           | 0 / 0  | 0 – 0   |  |  |  |  |  |  |  |
|                        |                             |                             |                             |                             |                             |                             |                             |                             |                             |                             |                             |                             |                             |                             |                             |                             |                             |                             |                             |                             |                             |                             |                             |                             |                             |                             |                             |                             |        |         |  |  |  |  |  |  |  |
| Ranking na koniec roku | Ranking nie był publikowany | Ranking nie był publikowany | Ranking nie był publikowany | Ranking nie był publikowany | Ranking nie był publikowany | Ranking nie był publikowany | Ranking nie był publikowany | Ranking nie był publikowany | Ranking nie był publikowany | Ranking nie był publikowany | Ranking nie był publikowany | Ranking nie był publikowany | Ranking nie był publikowany | Ranking nie był publikowany | Ranking nie był publikowany | Ranking nie był publikowany | Ranking nie był publikowany | Ranking nie był publikowany | Ranking nie był publikowany | Ranking nie był publikowany | Ranking nie był publikowany | Ranking nie był publikowany | Ranking nie był publikowany | Ranking nie był publikowany | Ranking nie był publikowany | Ranking nie był publikowany | Ranking nie był publikowany | Ranking nie był publikowany | 0 / 17 | 11 – 14 |  |  |  |  |  |  |  |

### Występy w grze mieszanej
| Australian Open | A | A  | A | A  | A  | A  | A  | A                 | II wojna światowa | II wojna światowa | II wojna światowa | II wojna światowa | II wojna światowa | A | A | A  | A  | A  | A | A | A  | A | A  | A  | A  | A  | A  | A | 0 / 0  | 0 – 0  |  |  |  |  |  |
| French Open     | A | A  | A | A  | A  | A  | A  | II wojna światowa | II wojna światowa | II wojna światowa | II wojna światowa | II wojna światowa | II wojna światowa | A | A | A  | A  | A  | A | A | 3R | A | A  | A  | A  | 1R | A  | A | 0 / 2  | 2 – 1  |  |  |  |  |  |
| Wimbledon       | A | Q2 | A | Q2 | 2R | 3R | 1R | II wojna światowa | II wojna światowa | II wojna światowa | II wojna światowa | II wojna światowa | II wojna światowa | A | A | 1R | 2R | 2R | A | A | A  | A | 1R | QF | 1R | 2R | 2R | A | 0 / 11 | 5 – 8  |  |  |  |  |  |
| US Open         | A | A  | A | A  | A  | A  | A  | A                 | A                 | 1R                | A                 | A                 | A                 | A | A | A  | A  | A  | A | A | A  | A | A  | A  | A  | A  | A  | A | 0 / 1  | 0 – 1  |  |  |  |  |  |
|                 |   |    |   |    |    |    |    |                   |                   |                   |                   |                   |                   |   |   |    |    |    |   |   |    |   |    |    |    |    |    |   |        |        |  |  |  |  |  |
|                 |   |    |   |    |    |    |    |                   |                   |                   |                   |                   |                   |   |   |    |    |    |   |   |    |   |    |    |    |    |    |   | 0 / 14 | 7 – 10 |  |  |  |  |  |

## Finały turniejów[a][2]

### Gra pojedyncza 8 (2–6)
| Końcowy wynik | Nr | Data              | Turniej   | Nawierzchnia | Przeciwniczka               | Wynik finału  |
| ------------- | -- | ----------------- | --------- | ------------ | --------------------------- | ------------- |
| Finalistka    | 1. | 8 czerwca 1936    | Keswick   | Trawiasta    | Cristobel Hardie Wheatcroft | 5:7, 4:6      |
| Finalistka    | 2. | 30 lipca 1938     | Torquay   | Trawiasta    | Andrée Lucas                | 5:7, 6:1, 2:6 |
| Finalistka    | 3. | marzec 1939       | Kair      | Ceglana      | Josephine Harman            | 4:6, 0:6      |
| Finalistka    | 4. | 17 września 1949  | Peebles   |              | Thelma Coyne Long           | brak danych   |
| Finalistka    | 5. | 15 lipca 1950     | Edgbaston | Trawiasta    | Nancy Chaffee               | 0:6, 2:6      |
| Zwyciężczyni  | 1. | 26 listopada 1950 | Kair      | Ceglana      | Veronica Brown              | 6:1, 6:4      |
| Finalistka    | 6. | 9 stycznia 1951   | Mumbaj    | Ceglana      | Dorothy Head                | 3:6, 5:7      |
| Zwyciężczyni  | 2. | 7 czerwca 1952    | Torquay   | Trawiasta    | RC Stebbings                | 6:0, 7:5      |

### Gra podwójna 30 (13–17)
| Końcowy wynik | Nr  | Data                 | Turniej     | Nawierzchnia  | Partnerka                   | Przeciwniczki                          | Wynik finału   |
| ------------- | --- | -------------------- | ----------- | ------------- | --------------------------- | -------------------------------------- | -------------- |
| Finalistka    | 1.  | 17 marca 1934        | Twickenham  | Ceglana       | Nina Brown                  | Ermyntrude Harvey Cecily Marriott      | 1:6, 4:6       |
| Finalistka    | 2.  | 9 lutego 1936        | Cannes      | Ceglana       | Pat Owen                    | Simonne Mathieu Phyllis Satterthwaite  | 1:6, 2:6       |
| Finalistka    | 3.  | 21 marca 1936        | Twickenham  | Ceglana       | Nina Brown                  | Ermyntrude Harvey Cecily Marriott      | 0:6, 6:2, 4:6  |
| Finalistka    | 4.  | 28 marca 1936        | Harrow      | Ceglana       | Nina Brown                  | Mary Heeley Dorothy Round Little       | 2:6, 2:6       |
| Zwyciężczyni  | 1.  | 8 czerwca 1936       | Keswick     | Trawiasta     | Cristobel Hardie Wheatcroft | Mrs John Clark L. Hall                 | 6:3, 7:5       |
| Zwyciężczyni  | 2.  | 12 marca 1938        | Menton      | Ceglana       | Valerie Scott               | Edith Sander Klara Hammer Beutter      | 4:6, 6:4, 6:4  |
| Finalistka    | 5.  | 9 lipca 1938         | Dublin      | Trawiasta     | Joy Myerscough              | Thelma Jarvis Patsy O’Connell          | 1:6, 1:6       |
| Finalistka    | 6.  | 30 lipca 1938        | Torquay     | Trawiasta     | Nina Brown                  | Andrée Lucas Margaret Scriven          | 2:6, 6:4, 4:6  |
| Zwyciężczyni  | 3.  | 22 października 1938 | Dulwich     | Twarda (hala) | Nina Brown                  | Joan Ingram Ermyntrude Harvey          | 6:1, 1:6, 6:0  |
| Zwyciężczyni  | 4.  | marzec 1939          | Kair        | Ceglana       | Josephine Harman            | Lavender Campbell Mabel Clayton        | 7:5, 3:6, 1:6  |
| Finalistka    | 7.  | 2 kwietnia 1939      | Aleksandria | Ceglana       | Josephine Harman            | Gaby Curtis Sarjeant                   | 5:7, 2:6       |
| Finalistka    | 8.  | 22 kwietnia 1939     | Ateny       | Ceglana       | Gaby Curtis                 | Alcie Kovac Klára Somogyi              | 4:6, 4:6       |
| Finalistka    | 9.  | 1 maja 1939          | Bournemouth | Ceglana       | Nina Brown                  | Jean Nicoll Betty Nuthall              | 7:5, 2:6, 2:6  |
| Zwyciężczyni  | 5.  | 19 sierpnia 1939     | Buxton      | Trawiasta     | Alexandra McKelvie          | Muriel Bray Betty Clements             | 6:3, 6:0       |
| Zwyciężczyni  | 6.  | 25 lipca 1948        | Båstad      | Ceglana       | Barbara Scofield            | Alva Björk Sheila Piercey Summers      | 4:6, 6:0, 6:2  |
| Finalistka    | 10. | 3 października 1948  | Ostenda     | Ceglana       | Jean Quertier               | Myrtil Brunnarius Mary Halford         | 4:6, 8:6, 3:6  |
| Finalistka    | 11. | 17 września 1949     | Peebles     |               | Thelma Coyne Long           | Betty Coutts Billie Woodgate           | brak danych    |
| Finalistka    | 12. | 2 kwietnia 1950      | Beaulieu    | Ceglana       | Patricia Ward               | Joan Curry Jean Quertier               | 0:6, 3:6       |
| Zwyciężczyni  | 7.  | 16 kwietnia 1950     | Nicea       | Ceglana       | Patricia Ward               | Gloria Butler Gussie Moran             | walkower       |
| Zwyciężczyni  | 8.  | 17 czerwca 1950      | Bristol     | Trawiasta     | Pamela Bocquet              | Dorothy Head Helena Matouš             | 6:2, 6:1       |
| Finalistka    | 13. | 23 lipca 1950        | Båstad      | Ceglana       | Joan Curry                  | Thelma Coyne Long Mary Lagerborg       | 3:6, 3:6       |
| Zwyciężczyni  | 9.  | 30 lipca 1950        | Kopenhaga   | Ceglana       | Thelma Coyne Long           | Lisa Gram Andersen Vera Johansen       | 6:4, 6:3       |
| Zwyciężczyni  | 10. | 14 października 1950 | Londyn      | Twarda (hala) | Joan Curry                  | Jean Quertier Mrs. R.F. Chandler       | 10:8, 5:7, 7:5 |
| Finalistka    | 14. | 31 grudnia 1950      | Kolkata     | Ceglana       | J. Ingram                   | Dorothy Head Joy Mottram               | 3:6, 4:6       |
| Zwyciężczyni  | 11. | 9 stycznia 1951      | Mumbaj      | Ceglana       | Dorothy Head                | J. Ingram Khanum Singh                 | 6:0, 6:2       |
| Finalistka    | 15. | 11 marca 1951        | Kair        | Ceglana       | Louise Brough               | Shirley Fry Doris Hart                 | 7:5, 3:6, 1:6  |
| Finalistka    | 16. | 8 kwietnia 1951      | Nicea       | Ceglana       | Joan Curry                  | Shirley Fry Doris Hart                 | 2:6, 5:7       |
| Zwyciężczyni  | 12. | 23 marca 1952        | Menton      | Ceglana       | Joan Curry                  | Lucia Manfredi Helga Strecker          | 8:6, 6:1       |
| Zwyciężczyni  | 13. | 27 kwietnia 1952     | Palermo     | Ceglana       | Joan Curry                  | Silvana Lazzarino Maria Josefa de Riba | 6:4, 6:3       |
| Finalistka    | 17. | 9 lipca 1955         | Harpenden   | Trawiasta     | Steer                       | Wendy Middleton Renée Schuurman        | 4:6, 6:8       |

### Gra mieszana 28 (14–14)
| Końcowy wynik     | Nr  | Data                | Turniej          | Nawierzchnia  | Partner           | Przeciwnicy                          | Wynik finału         |
| ----------------- | --- | ------------------- | ---------------- | ------------- | ----------------- | ------------------------------------ | -------------------- |
| Finalistka        | 1.  | 28 sierpnia 1937    | Angmering-on-Sea | Trawiasta     | Thomas Anderson   | Valerie Scott Henry Billington       | 4:6, 6:4, 7:9        |
| Finalistka        | 2.  | 12 lutego 1938      | Cannes           | Ceglana       | William Robertson | Alice Weiwers Kho Sin-Kie            | 4:6, 0:6             |
| Finalistka        | 3.  | 26 lutego 1938      | Beaulieu-sur-Mer | Ceglana       | Pat Hughes        | Jadwiga Jędrzejowska Henri Bolelli   | 3:6, 5:7             |
| Finalistka        | 4.  | 9 lipca 1938        | Dublin           | Trawiasta     | Owen Anderson     | Thelma Jarvis Josip Palada           | brak danych          |
| Finalistka        | 5.  | 30 lipca 1938       | Torquay          | Trawiasta     | Eric Filby        | Nina Brown Kho Sin-Kie               | 1:3 krecz            |
| Zwyciężczyni      | 1.  | 1 października 1938 | Brighton         | Trawiasta     | Donald Butler     | B. Lawrence Colin Ritchie            | 6:4, 6:1             |
| Nierozstrzygnięte | 6.  | marzec 1939         | Kair             | Ceglana       | Pat Hughes        | Marsh Jacques Brugnon                | 14:16, niedokończony |
| Finalistka        | 7.  | 23 lipca 1939       | Hamburg          | Ceglana       | Owen Anderson     | Gracyn Wheeler Gene Smith            | 3:6, 5:7             |
| Zwyciężczyni      | 2   | 19 sierpnia 1939    | Buxton           | Trawiasta     | Owen Anderson     | Gem Hoahing Alejo Russell            | 6:3, 5:7, 8:6        |
| Finalistka        | 8.  | 26 sierpnia 1939    | Scarborough      | Trawiasta     | Owen Anderson     | Jean Nicoll Donald Butler            | 5:7, 5:7             |
| Zwyciężczyni      | 3.  | 12 czerwca 1948     | Beckenham        | Trawiasta     | Alejandro Russell | Bea Carris Frank Sedgman             | 6:1, 9:7             |
| Zwyciężczyni      | 4.  | 16 kwietnia 1950    | Nicea            | Ceglana       | Philippe Chatrier | Gilberte Jamain Jacques Jamain       | 3:6, 6:3, 6:2        |
| Zwyciężczyni      | 5.  | 30 lipca 1950       | Kopenhaga        | Ceglana       | Jaroslav Drobný   | Thelma Coyne Long Fred Kovaleski     | 6:3, 3:6, 6:3        |
| Finalistka        | 9.  | 14 sierpnia 1950    | Hamburg          | Ceglana       | Jaroslav Drobný   | Thilde Dietz Bill Sidwell            | 0:3 krecz            |
| Zwyciężczyni      | 6.  | 26 listopada 1950   | Kair             | Ceglana       | Jaroslav Drobný   | Betsy Venter Eric Sturgess           | 6:2, 6:1             |
| Finalistka        | 10. | 18 grudnia 1950     | Lahaur           | Ceglana       | Jaroslav Drobný   | Joy Mottram Tony Mottram             | 6:4, 3:6, 4:6        |
| Nierozstrzygnięte | 11. | 31 grudnia 1950     | Kolkata          | Ceglana       | Jaroslav Drobný   | brak danych                          | brak danych wyniku   |
| Zwyciężczyni      | 7.  | 9 stycznia 1951     | Mumbaj           | Ceglana       | Jaroslav Drobný   | Dorothy Head Jimmay Mehta            | 4:6, 10:8, 6:3       |
| Zwyciężczyni      | 8.  | wrzesień 1951       | Le Touquet       | Ceglana       | Jaroslav Drobný   | Christiane Mercelis Jacques Brichant | 6:1, 6:4             |
| Zwyciężczyni      | 9.  | 10 listopada 1951   | Torquay          | Twarda (hala) | Jaroslav Drobný   | Susan Partridge Ignacy Tłoczyński    | 6:1, 6:1             |
| Zwyciężczyni      | 10. | 27 kwietnia 1952    | Palermo          | Ceglana       | Jaroslav Drobný   | brak danych                          | brak danych          |
| Zwyciężczyni      | 11. | 7 czerwca 1952      | Torquay          | Trawiasta     | Jaroslav Drobný   | I. Atwood Luis Ayala                 | 6:1, 6:3             |
| Zwyciężczyni      | 12. | 7 czerwca 1953      | Monachium        | Ceglana       | Jaroslav Drobný   | Margot Dittmeyer Peter Poettinger    | 6:3, 6:4             |
| Zwyciężczyni      | 13. | 6 września 1953     | Pedavena         | Ceglana       | Jaroslav Drobný   | Helena Matouš Giovanni Cucelli       | brak danych          |
| Nierozstrzygnięte | 12. | 14 sierpnia 1955    | Burummana        |               | Trevor Fancutt    | Arvilla McGuire Luis Ayala           | nierozegrany         |
| Finalistka        | 13. | 28 sierpnia 1955    | Stambuł          | Ceglana       | Trevor Fancutt    | Maud Galtier Sven Davidson           | 6:1, 3:6, 4:6        |
| Zwyciężczyni      | 14. | 1 kwietnia 1958     | Menton           | Ceglana       | Jaroslav Drobný   | Zsuzsa Körmöczy István Gulyás        | 7:5, 6:2             |
| Finalistka        | 14. | 21 kwietnia 1958    | Cannes           | Ceglana       | Jaroslav Drobný   | Christiane Mercelis Paul Rémy        | 5:7, 1:6             |